# Regina (Marvel Comics)
Adriana Soria alias la Regina è una supercriminale dell'universo Marvel.

## Biografia

### Origini
Adriana Soria fu scelta per dei test di un nuovo siero del supersoldato, che gli diede poteri ragneschi ed un urlo sonico distruttivo, oltre alla possibilità di controllare chiunque possiede il "gene insetto" (per esempio Spider-Man, Silk, eccetera).

### Spider Island
In Spider-Island la Regina attua il suo più grande piano con l'aiuto dello Sciacallo. Diffonde, prima attraverso cimici modificate geneticamente dallo stesso Miles Warren, poi in forma aerea, il ragno virus su Manhattan. Il virus agisce durante tre fasi:
1) Il soggetto è infetto. Non sviluppa nessun potere ragnesco ma può infettare altri soggetti.
2) Il soggetto sviluppa poteri ragneschi simili a quelli di Spider-Man con in più la capacità di sparare ragnatele organiche e comincia ad essere sotto l'effetto della Regina.
3) Il soggetto si tramuta in un ragno umanoide al servizio della Regina.
Dopo dure difficoltà Spider-Man salva la città dal virus diffondendo gli anticorpi di Anti-Venom mediante gli Octobot. Adriana, furiosa, incolpa lo Sciacallo del fallimento del piano e lo uccide, non sapendo che in realtà era solo un clone di Warren.

## Poteri ed abilità
Regina può controllare chiunque possieda il gene insetto e possiede un urlo sonico talmente potente da uccidere un uomo. Si è rivelata capace di trasformarsi in un ragno gigante.